# Christopher Keogan
Christopher Keogan est un joueur de snooker britannique né à Doncaster dans le comté de Yorkshire. On le surnomme « Key-Cutter », ce qui signifie le « coupe clé ». 
Il s'exerce sur le circuit professionnel de 2016 à 2018.
Il est également reconnaissable à ses grosses lunettes qui le rapprochent de la vedette Dennis Taylor.

## Carrière
Keogan se distingue en 2016 lorsqu'il passe professionnel à l'issue des tournois de la Q School. Il y bat Marc Davis 4 manches à 0 au dernier tour du premier tournoi. Il réalise alors sa meilleure saison jusqu'à ce jour puisqu'il se qualifie pour neuf tournois majeurs parmi lesquels le championnat du Royaume-Uni. 
On note également qu'il a passé un tour au Classique Paul Hunter et à l'Open du pays de Galles en 2016, avec notamment une victoire sur Alan McManus, alors classé parmi les 32 meilleurs du circuit. Christopher a également accroché l'ex-numéro 6 mondial, Mark Allen. Il menait alors 3-0, avant de s'incliner 3-4. Cette première saison chez les professionnels reste tout de même mitigée puisqu'il n'a gagné que quatre matchs sur l'ensemble de la campagne. 